# Torre Espioca
La Torre Espioca és una torre defensiva  musulmana situada al municipi de Picassent (província de València). És bé d'interès cultural amb número 46.16.194-003 i anotació ministerial RI-51-0007339 de 19 de gener de 1993.

## Història

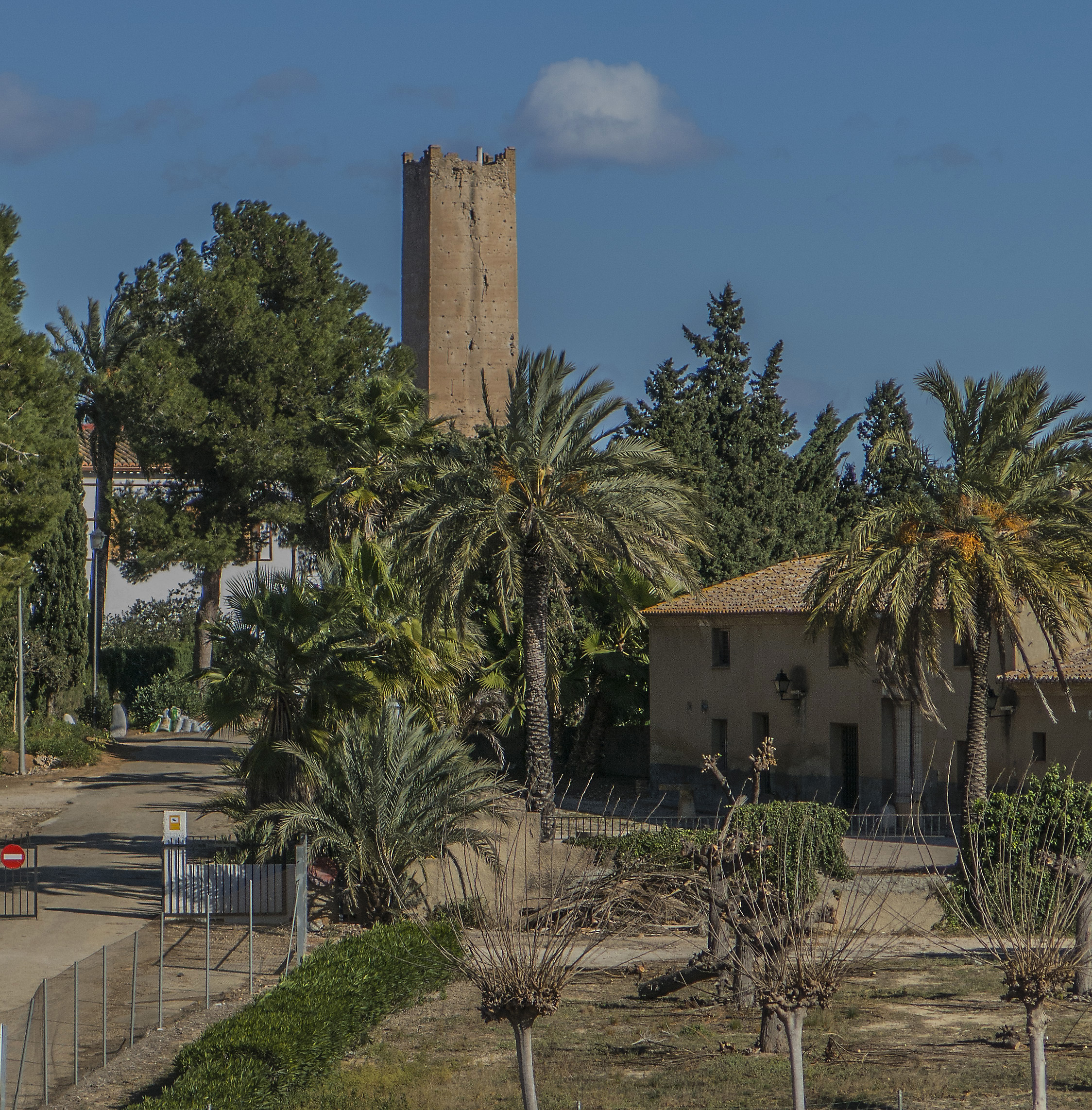
Venta, Molí i Torre Espioca

Es tracta d'una torre defensiva almohade edificada en el segle xi. Es trobava en el llogaret d'Espioca i lluntana a l'aldea de Ninyerola; ambdues es van despoblar després de l'expulsió dels moriscs en 1609. Espioca va ser reconquerida per Jaume I d'Aragó, qui la va lliurar a Roderic Sabata.

## Descripció
És una torre de planta rectangular i quatre altures. Al seu costat s'hi observen restes d'edificacions annexes. La seva base és de 4,95 per 5,9 metres. Té 16,77 metres d'altura, si bé inicialment eren 18,47. La tàpia al nivell de l'accés és d'1,32 metres de gruix, però va disminuint formant cartel·les a mesura que s'ascendeix. Hi ha quatre cartel·les que corresponen amb els quatre nivells de la torre. Es va construir amb pedra i argamassa.
La tàpia a nivell de l'accés és d'1,32 metres de gruix, però va disminuint formant lleixes a mesura que s'ascendeix. Hi ha quatre repeus que corresponen amb els quatre nivells de la torre. Hi ha sageteres en tots els llenços de façana.